# Interlands Boliviaans voetbalelftal 2020-2029
Deze pagina toont een chronologisch en gedetailleerd overzicht van de interlands die het Boliviaans voetbalelftal speelt en heeft gespeeld in de periode 2020 – 2029.

## Interlands

### 2020
|                                                                           | |       |         |                                                                                    |
| 9 oktober WK 2022 kwalificatie № 468 «onderlinge duels» 21:30 uur (UTC−3) | Brazilië | 5 – 0 | Bolivia | Neo Química Arena, São Paulo Toeschouwers: 0 Scheidsrechter: Leodán González (URU) |
| 9 oktober WK 2022 kwalificatie № 468 «onderlinge duels» 21:30 uur (UTC−3) | Marquinhos 16' Roberto Firmino 30' Roberto Firmino 49' José María Carrasco 66' (e.d.) Philippe Coutinho 73' |       |         | Neo Química Arena, São Paulo Toeschouwers: 0 Scheidsrechter: Leodán González (URU) |

|                                                                            |                    |       |                                         |                                                                                 |
| 13 oktober WK 2022 kwalificatie № 469 «onderlinge duels» 16:00 uur (UTC−4) | Bolivia            | 1 – 2 | Argentinië                              | Estadio Hernando Siles, La Paz Toeschouwers: 0 Scheidsrechter: Diego Haro (PER) |
| 13 oktober WK 2022 kwalificatie № 469 «onderlinge duels» 16:00 uur (UTC−4) | Marcelo Moreno 24' |       | 45' Lautaro Martínez 79' Joaquín Correa | Estadio Hernando Siles, La Paz Toeschouwers: 0 Scheidsrechter: Diego Haro (PER) |

|                                                                             |                                         |       |                                                           |                                                                                             |
| 12 november WK 2022 kwalificatie № 470 «onderlinge duels» 16:00 uur (UTC−4) | Bolivia                                 | 2 – 3 | Ecuador                                                   | Estadio Hernando Siles, La Paz Toeschouwers: 0 Scheidsrechter: Wilton Pereira Sampaio (BRA) |
| 12 november WK 2022 kwalificatie № 470 «onderlinge duels» 16:00 uur (UTC−4) | Juan Carlos Arce 37' Marcelo Moreno 60' |       | 46' Beder Caicedo 55' Ángel Mena 88' (pen.) Carlos Gruezo | Estadio Hernando Siles, La Paz Toeschouwers: 0 Scheidsrechter: Wilton Pereira Sampaio (BRA) |

|                                                                             |                                  |       |                                       |                                                                                             |
| 17 november WK 2022 kwalificatie № 471 «onderlinge duels» 20:00 uur (UTC−3) | Paraguay                         | 2 – 2 | Bolivia                               | Estadio Defensores del Chaco, Asuncion Toeschouwers: 0 Scheidsrechter: Alexis Herrera (VEN) |
| 17 november WK 2022 kwalificatie № 471 «onderlinge duels» 20:00 uur (UTC−3) | Ángel Romero 19' (pen.) Kaku 72' |       | 41' Marcelo Moreno 45' Boris Céspedes | Estadio Defensores del Chaco, Asuncion Toeschouwers: 0 Scheidsrechter: Alexis Herrera (VEN) |

### 2021
|                                                                       |                                   |       |                    |                                                                                          |
| 26 maart Vriendschappelijk № 472 «onderlinge duels» 21:00 uur (UTC−3) | Chili                             | 2 – 1 | Bolivia            | Estadio El Teniente, Rancagua Toeschouwers: 0 Scheidsrechter: Juan Gabriel Benítez (PAR) |
| 26 maart Vriendschappelijk № 472 «onderlinge duels» 21:00 uur (UTC−3) | Luis Jiménez 12' Jean Meneses 20' |       | 18' Marcelo Moreno | Estadio El Teniente, Rancagua Toeschouwers: 0 Scheidsrechter: Juan Gabriel Benítez (PAR) |

|                                                                       |                                        |       |                       |                                                                                      |
| 29 maart Vriendschappelijk № 473 «onderlinge duels» 15:30 uur (UTC−5) | Ecuador                                | 2 – 1 | Bolivia               | Estadio Banco Guayaquil, Sangolquí Toeschouwers: 0 Scheidsrechter: Jhon Ospina (COL) |
| 29 maart Vriendschappelijk № 473 «onderlinge duels» 15:30 uur (UTC−5) | Fidel Martínez 37' Michael Estrada 59' |       | 90+4' Rodrigo Ramallo | Estadio Banco Guayaquil, Sangolquí Toeschouwers: 0 Scheidsrechter: Jhon Ospina (COL) |

|                                                                        |                                                         |       |                     |                                                                                  |
| 3 juni WK 2022 kwalificatie № 474 «onderlinge duels» 16:00 uur (UTC−4) | Bolivia                                                 | 3 – 1 | Venezuela           | Estadio Hernando Siles, La Paz Toeschouwers: 0 Scheidsrechter: Jhon Ospina (COL) |
| 3 juni WK 2022 kwalificatie № 474 «onderlinge duels» 16:00 uur (UTC−4) | Marcelo Moreno 5' Diego Bejarano 60' Marcelo Moreno 83' |       | 26' Jhon Chancellor | Estadio Hernando Siles, La Paz Toeschouwers: 0 Scheidsrechter: Jhon Ospina (COL) |

|                                                                        |                  |       |                           |                                                                                               |
| 8 juni WK 2022 kwalificatie № 475 «onderlinge duels» 20:30 uur (UTC−3) | Chili            | 1 – 1 | Bolivia                   | Estadio San Carlos de Apoquindo, Las Condes Toeschouwers: 0 Scheidsrechter: Eber Aquino (PAR) |
| 8 juni WK 2022 kwalificatie № 475 «onderlinge duels» 20:30 uur (UTC−3) | Erick Pulgar 69' |       | 81' (pen.) Marcelo Moreno | Estadio San Carlos de Apoquindo, Las Condes Toeschouwers: 0 Scheidsrechter: Eber Aquino (PAR) |

| Copa América 2021 |
| ----------------- |

|                                                                              |                                                                |       |                           |                                                                                           |
| 14 juni Copa América 2021 Groep A № 476 «onderlinge duels» 21:00 uur (UTC−3) | Paraguay                                                       | 3 – 1 | Bolivia                   | Estádio Olímpico Pedro Ludovico, Goiânia Toeschouwers: 0 Scheidsrechter: Diego Haro (PER) |
| 14 juni Copa América 2021 Groep A № 476 «onderlinge duels» 21:00 uur (UTC−3) | Alejandro Romero Gamarra 62' Ángel Romero 65' Ángel Romero 80' |       | 10' (pen.) Erwin Saavedra | Estádio Olímpico Pedro Ludovico, Goiânia Toeschouwers: 0 Scheidsrechter: Diego Haro (PER) |

|                                                                              |                  |       |         |                                                                                |
| 18 juni Copa América 2021 Groep A № 477 «onderlinge duels» 17:00 uur (UTC−4) | Chili            | 1 – 0 | Bolivia | Arena Pantanal, Cuiabá Toeschouwers: 0 Scheidsrechter: Jesús Gil Manzano (ESP) |
| 18 juni Copa América 2021 Groep A № 477 «onderlinge duels» 17:00 uur (UTC−4) | Ben Brereton 10' |       |         | Arena Pantanal, Cuiabá Toeschouwers: 0 Scheidsrechter: Jesús Gil Manzano (ESP) |

|                                                                              |         |                                               |         |                                                                             |
| 24 juni Copa América 2021 Groep A № 478 «onderlinge duels» 17:00 uur (UTC−4) | Bolivia | 0 – 2                                         | Uruguay | Arena Pantanal, Cuiabá Toeschouwers: 0 Scheidsrechter: Alexis Herrera (VEN) |
| 24 juni Copa América 2021 Groep A № 478 «onderlinge duels» 17:00 uur (UTC−4) |         | 40' (e.d.) Jairo Quinteros 79' Edinson Cavani |         | Arena Pantanal, Cuiabá Toeschouwers: 0 Scheidsrechter: Alexis Herrera (VEN) |

|                                                                              |                    |       |                                                                                  |                                                                           |
| 28 juni Copa América 2021 Groep A № 479 «onderlinge duels» 20:00 uur (UTC−4) | Bolivia            | 1 – 4 | Argentinië                                                                       | Arena Pantanal, Cuiabá Toeschouwers: 0 Scheidsrechter: Andrés Rojas (COL) |
| 28 juni Copa América 2021 Groep A № 479 «onderlinge duels» 20:00 uur (UTC−4) | Erwin Saavreda 60' |       | 6' Alejandro Gómez 33' (pen.) Lionel Messi 42' Lionel Messi 65' Lautaro Martínez | Arena Pantanal, Cuiabá Toeschouwers: 0 Scheidsrechter: Andrés Rojas (COL) |

|  |  |  |  |  |  |  |  |  |

|                                                                             |                      |       |                    |                                                                                          |
| 2 september WK 2022 kwalificatie № 480 «onderlinge duels» 16:00 uur (UTC−4) | Bolivia              | 1 – 1 | Colombia           | Estadio Hernando Siles, La Paz Toeschouwers: 15.000 Scheidsrechter: Alexis Herrera (VEN) |
| 2 september WK 2022 kwalificatie № 480 «onderlinge duels» 16:00 uur (UTC−4) | Fernando Saucedo 83' |       | 69' Roger Martínez | Estadio Hernando Siles, La Paz Toeschouwers: 15.000 Scheidsrechter: Alexis Herrera (VEN) |

|                                                                             | |       |                                              |                                                                                              |
| 5 september WK 2022 kwalificatie № 481 «onderlinge duels» 19:00 uur (UTC−3) | Uruguay | 4 – 2 | Bolivia                                      | Estadio Campeón del Siglo, Montevideo Toeschouwers: 15.000 Scheidsrechter: Eber Aquino (PAR) |
| 5 september WK 2022 kwalificatie № 481 «onderlinge duels» 19:00 uur (UTC−3) | Giorgian De Arrascaeta 15' Federico Valverde 31' Agustín Álvarez Martínez 47' Giorgian De Arrascaeta 67' (pen.) |       | 59' Marcelo Moreno 84' (pen.) Marcelo Moreno | Estadio Campeón del Siglo, Montevideo Toeschouwers: 15.000 Scheidsrechter: Eber Aquino (PAR) |

|                                                                             |                                                    |       |         |                                                                                     |
| 9 september WK 2022 kwalificatie № 482 «onderlinge duels» 20:30 uur (UTC−3) | Argentinië                                         | 3 – 0 | Bolivia | El Monumental, Buenos Aires Toeschouwers: 17.000 Scheidsrechter: Kevin Ortega (PER) |
| 9 september WK 2022 kwalificatie № 482 «onderlinge duels» 20:30 uur (UTC−3) | Lionel Messi 14' Lionel Messi 64' Lionel Messi 88' |       |         | El Monumental, Buenos Aires Toeschouwers: 17.000 Scheidsrechter: Kevin Ortega (PER) |

|                                                                           |                                                           |       |         | |
| 7 oktober WK 2022 kwalificatie № 483 «onderlinge duels» 19:30 uur (UTC−5) | Ecuador                                                   | 3 – 0 | Bolivia | Estadio Monumental Isidro Romero Carbo, Guayaquil Toeschouwers: 16.000 Scheidsrechter: Wilmar Roldán (COL) |
| 7 oktober WK 2022 kwalificatie № 483 «onderlinge duels» 19:30 uur (UTC−5) | Michael Estrada 13' Enner Valencia 16' Enner Valencia 18' |       |         | Estadio Monumental Isidro Romero Carbo, Guayaquil Toeschouwers: 16.000 Scheidsrechter: Wilmar Roldán (COL) |

|                                                                            |                 |       |      |                                                                                              |
| 10 oktober WK 2022 kwalificatie № 484 «onderlinge duels» 16:00 uur (UTC−4) | Bolivia         | 1 – 0 | Peru | Estadio Hernando Siles, La Paz Toeschouwers: 20.000 Scheidsrechter: Guillermo Guerrero (ECU) |
| 10 oktober WK 2022 kwalificatie № 484 «onderlinge duels» 16:00 uur (UTC−4) | Ramiro Vaca 83' |       |      | Estadio Hernando Siles, La Paz Toeschouwers: 20.000 Scheidsrechter: Guillermo Guerrero (ECU) |

|                                                                            |                                                                                            |       |          |                                                                                          |
| 14 oktober WK 2022 kwalificatie № 485 «onderlinge duels» 16:00 uur (UTC−4) | Bolivia                                                                                    | 4 – 0 | Paraguay | Estadio Hernando Siles, La Paz Toeschouwers: 12.000 Scheidsrechter: Andrés Matonte (URU) |
| 14 oktober WK 2022 kwalificatie № 485 «onderlinge duels» 16:00 uur (UTC−4) | Rodrigo Ramallo 21' Moisés Villarroel Angulo 53' Víctor Ábrego 84' Roberto Fernández 90+4' |       |          | Estadio Hernando Siles, La Paz Toeschouwers: 12.000 Scheidsrechter: Andrés Matonte (URU) |

|                                                                         |             |                     |         |                                                                                                 |
| 5 november Vriendschappelijk № 486 «onderlinge duels» 19:00 uur (UTC−5) | El Salvador | 0 – 1               | Bolivia | Audi Field, Washington D.C. Toeschouwers: 20.600 Scheidsrechter: Walter López Castellanos (GUA) |
| 5 november Vriendschappelijk № 486 «onderlinge duels» 19:00 uur (UTC−5) |             | 72' Rodrigo Ramallo |         | Audi Field, Washington D.C. Toeschouwers: 20.600 Scheidsrechter: Walter López Castellanos (GUA) |

|                                                                             |                                                          |       |         |                                                                               |
| 11 november WK 2022 kwalificatie № 487 «onderlinge duels» 21:00 uur (UTC−5) | Peru                                                     | 3 – 0 | Bolivia | Estadio Nacional, Lima Toeschouwers: 10.000 Scheidsrechter: Eber Aquino (PAR) |
| 11 november WK 2022 kwalificatie № 487 «onderlinge duels» 21:00 uur (UTC−5) | Gianluca Lapadula 9' Christian Cueva 31' Sergio Peña 39' |       |         | Estadio Nacional, Lima Toeschouwers: 10.000 Scheidsrechter: Eber Aquino (PAR) |

|                                                                             |                                                              |       |         |                                                                                                 |
| 16 november WK 2022 kwalificatie № 488 «onderlinge duels» 16:00 uur (UTC−4) | Bolivia                                                      | 3 – 0 | Uruguay | Estadio Hernando Siles, La Paz Toeschouwers: 7.000 Scheidsrechter: Wilton Pereira Sampaio (BRA) |
| 16 november WK 2022 kwalificatie № 488 «onderlinge duels» 16:00 uur (UTC−4) | Juan Carlos Arce 29' Marcelo Moreno 45' Juan Carlos Arce 79' |       |         | Estadio Hernando Siles, La Paz Toeschouwers: 7.000 Scheidsrechter: Wilton Pereira Sampaio (BRA) |

### 2022
|                                                                         | |       |                    | |
| 21 januari Vriendschappelijk № 489 «onderlinge duels» 17:00 uur (UTC−4) | Bolivia | 5 – 0 | Trinidad en Tobago | Estadio Olímpico Patria, Sucre Toeschouwers: 15.000 Scheidsrechter: Wagner do Nascimento Magalhães (BRA) |
| 21 januari Vriendschappelijk № 489 «onderlinge duels» 17:00 uur (UTC−4) | Juan Carlos Arce 35' (pen.) Rodrigo Ramallo 45' Marcelo Moreno 53' Leonel Justiniano 63' Bruno Miranda 87' |       |                    | Estadio Olímpico Patria, Sucre Toeschouwers: 15.000 Scheidsrechter: Wagner do Nascimento Magalhães (BRA) |

|                                                                            |                                                                            |       |                   |                                                                                              |
| 28 januari WK 2022 kwalificatie № 490 «onderlinge duels» 18:00 uur (UTC−4) | Venezuela                                                                  | 4 – 1 | Bolivia           | Estadio Agustín Tovar, Barinas Toeschouwers: 24.000 Scheidsrechter: Guillermo Guerrero (ECU) |
| 28 januari WK 2022 kwalificatie № 490 «onderlinge duels» 18:00 uur (UTC−4) | Salomón Rondón 24' Salomón Rondón 34' Darwin Machís 55' Salomón Rondón 67' |       | 38' Bruno Miranda | Estadio Agustín Tovar, Barinas Toeschouwers: 24.000 Scheidsrechter: Guillermo Guerrero (ECU) |

|                                                                            |                                     |       |                                                           |                                                                                          |
| 1 februari WK 2022 kwalificatie № 491 «onderlinge duels» 16:30 uur (UTC−4) | Bolivia                             | 2 – 3 | Chili                                                     | Estadio Hernando Siles, La Paz Toeschouwers: 28.000 Scheidsrechter: Alexis Herrera (VEN) |
| 1 februari WK 2022 kwalificatie № 491 «onderlinge duels» 16:30 uur (UTC−4) | Marc Enoumba 37' Marcelo Moreno 88' |       | 14' Alexis Sánchez 77' Marcelino Núñez 86' Alexis Sánchez | Estadio Hernando Siles, La Paz Toeschouwers: 28.000 Scheidsrechter: Alexis Herrera (VEN) |

|                                                                          |                                                          |       |         | |
| 24 maart WK 2022 kwalificatie № 492 «onderlinge duels» 18:30 uur (UTC−5) | Colombia                                                 | 3 – 0 | Bolivia | Estadio Metropolitano Roberto Meléndez, Barranquilla Toeschouwers: 25.000 Scheidsrechter: Facundo Tello (ARG) |
| 24 maart WK 2022 kwalificatie № 492 «onderlinge duels» 18:30 uur (UTC−5) | Luis Fernando Díaz 39' Miguel Borja 72' Mateus Uribe 90' |       |         | Estadio Metropolitano Roberto Meléndez, Barranquilla Toeschouwers: 25.000 Scheidsrechter: Facundo Tello (ARG) |

|                                                                          |         |                                                                         |          |                                                                  |
| 29 maart WK 2022 kwalificatie № 493 «onderlinge duels» 19:30 uur (UTC−4) | Bolivia | 0 – 4                                                                   | Brazilië | Estadio Hernando Siles, La Paz Scheidsrechter: Eber Aquino (PAR) |
| 29 maart WK 2022 kwalificatie № 493 «onderlinge duels» 19:30 uur (UTC−4) |         | 24' Lucas Paquetá 45' Richarlison 66' Bruno Guimarães 90+1' Richarlison |          | Estadio Hernando Siles, La Paz Scheidsrechter: Eber Aquino (PAR) |

|                                                                           |         |                                      |         |                                                                                       |
| 24 september Vriendschappelijk № 494 «onderlinge duels» 19:00 uur (UTC+2) | Bolivia | 0 – 2                                | Senegal | Stade de la Source, Orléans Toeschouwers: 7.000 Scheidsrechter: Bastien Dechepy (FRA) |
| 24 september Vriendschappelijk № 494 «onderlinge duels» 19:00 uur (UTC+2) |         | 4' Boulaye Dia 44' (pen.) Sadio Mané |         | Stade de la Source, Orléans Toeschouwers: 7.000 Scheidsrechter: Bastien Dechepy (FRA) |

|                                                                          |                  |       |         |                                                                                                   |
| 19 november Vriendschappelijk № 495 «onderlinge duels» 21:10 uur (UTC−5) | Peru             | 1 – 0 | Bolivia | Estadio de la UNSA, Arequipa Toeschouwers: 40.000 Scheidsrechter: Flavio Rodrigues de Souza (BRA) |
| 19 november Vriendschappelijk № 495 «onderlinge duels» 21:10 uur (UTC−5) | Luis Iberico 55' |       |         | Estadio de la UNSA, Arequipa Toeschouwers: 40.000 Scheidsrechter: Flavio Rodrigues de Souza (BRA) |

### 2023
|                                                                       |                       |       |         | |
| 24 maart Vriendschappelijk № 496 «onderlinge duels» 21:00 uur (UTC+3) | Oezbekistan           | 1 – 0 | Bolivia | Koning Abdoellah Sportstad, Jeddah Toeschouwers: 30 Scheidsrechter: Faisal Al-Balawi (KSA) Video-assistent: Turki Al-Khudhayr (KSA) |
| 24 maart Vriendschappelijk № 496 «onderlinge duels» 21:00 uur (UTC+3) | Eldor Sjomoerodov 36' |       |         | Koning Abdoellah Sportstad, Jeddah Toeschouwers: 30 Scheidsrechter: Faisal Al-Balawi (KSA) Video-assistent: Turki Al-Khudhayr (KSA) |

|                                                                       |                             |       |                                          | |
| 28 maart Vriendschappelijk № 497 «onderlinge duels» 22:00 uur (UTC+3) | Saoedi-Arabië               | 1 – 2 | Bolivia                                  | Prince Abdullah al-Faisalstadion, Jeddah Toeschouwers: 3.000 Scheidsrechter: Ahmed Eisa Darwish (VAE) Video-assistent: Mohammed Obaid Khadim (VAE) |
| 28 maart Vriendschappelijk № 497 «onderlinge duels» 22:00 uur (UTC+3) | Salem Al-Dawsari 44' (pen.) |       | 13' Marcelo Moreno 68' Carmelo Algarañaz | Prince Abdullah al-Faisalstadion, Jeddah Toeschouwers: 3.000 Scheidsrechter: Ahmed Eisa Darwish (VAE) Video-assistent: Mohammed Obaid Khadim (VAE) |

|                                                                      |                    |       |         |                                                                                  |
| 17 juni Vriendschappelijk № 498 «onderlinge duels» 19:30 uur (UTC−4) | Ecuador            | 1 – 0 | Bolivia | Red Bull Arena, Harrison Toeschouwers: 20.000 Scheidsrechter: Victor Rivas (USA) |
| 17 juni Vriendschappelijk № 498 «onderlinge duels» 19:30 uur (UTC−4) | Enner Valencia 69' |       |         | Red Bull Arena, Harrison Toeschouwers: 20.000 Scheidsrechter: Victor Rivas (USA) |

|                                                                      |         |       |       | |
| 20 juni Vriendschappelijk № 499 «onderlinge duels» 20:00 uur (UTC−4) | Bolivia | 0 – 0 | Chili | Estadio Ramón Tahuichi Aguilera, Santa Cruz Toeschouwers: 35.000 Scheidsrechter: José Argote (VEN) |
| 20 juni Vriendschappelijk № 499 «onderlinge duels» 20:00 uur (UTC−4) |         |       |       | Estadio Ramón Tahuichi Aguilera, Santa Cruz Toeschouwers: 35.000 Scheidsrechter: José Argote (VEN) |

|                                                                          |                    |       |                                     |                                                                                               |
| 27 augustus Vriendschappelijk № 500 «onderlinge duels» 16:00 uur (UTC−4) | Bolivia            | 1 – 2 | Panama                              | Estadio Félix Capriles, Cochabamba Toeschouwers: 8.000 Scheidsrechter: Pablo Echavarría (ARG) |
| 27 augustus Vriendschappelijk № 500 «onderlinge duels» 16:00 uur (UTC−4) | Luciano Ursino 52' |       | 12' Kahiser Lenis 87' Kahiser Lenis | Estadio Félix Capriles, Cochabamba Toeschouwers: 8.000 Scheidsrechter: Pablo Echavarría (ARG) |

|                                                                             |                                                              |       |                   |                                                                                   |
| 8 september WK 2026 kwalificatie № 501 «onderlinge duels» 21:45 uur (UTC−3) | Brazilië                                                     | 5 – 1 | Bolivia           | Mangueirão, Belém Toeschouwers: 48.183 Scheidsrechter: Juan Gabriel Benítez (PAR) |
| 8 september WK 2026 kwalificatie № 501 «onderlinge duels» 21:45 uur (UTC−3) | Rodrygo 24' Raphinha 47' Rodrygo 53' Neymar 61' Neymar 90+3' |       | 78' Víctor Ábrego | Mangueirão, Belém Toeschouwers: 48.183 Scheidsrechter: Juan Gabriel Benítez (PAR) |

|                                                                              |         |                                                                |            |                                                                                            |
| 12 september WK 2026 kwalificatie № 502 «onderlinge duels» 16:00 uur (UTC−4) | Bolivia | 0 – 3                                                          | Argentinië | Estadio Hernando Siles, La Paz Toeschouwers: 38.000 Scheidsrechter: Esteban Ostojich (URU) |
| 12 september WK 2026 kwalificatie № 502 «onderlinge duels» 16:00 uur (UTC−4) |         | 31' Enzo Fernández 42' Nicolás Tagliafico 83' Nicolás González |            | Estadio Hernando Siles, La Paz Toeschouwers: 38.000 Scheidsrechter: Esteban Ostojich (URU) |

|                                                                            |                     |       |                                       |                                                                                          |
| 12 oktober WK 2026 kwalificatie № 503 «onderlinge duels» 19:00 uur (UTC−4) | Bolivia             | 1 – 2 | Ecuador                               | Estadio Hernando Siles, La Paz Toeschouwers: 34.200 Scheidsrechter: Cristian Garay (CHI) |
| 12 oktober WK 2026 kwalificatie № 503 «onderlinge duels» 19:00 uur (UTC−4) | Rodrigo Ramallo 83' |       | 45' Kendry Páez 90+6' Kevin Rodríguez | Estadio Hernando Siles, La Paz Toeschouwers: 34.200 Scheidsrechter: Cristian Garay (CHI) |

|                                                                            |                      |       |         |                                                                                                  |
| 17 oktober WK 2026 kwalificatie № 504 «onderlinge duels» 19:30 uur (UTC−3) | Paraguay             | 1 – 0 | Bolivia | Estadio Defensores del Chaco, Asuncion Toeschouwers: 30.681 Scheidsrechter: Gustavo Tejera (URU) |
| 17 oktober WK 2026 kwalificatie № 504 «onderlinge duels» 19:30 uur (UTC−3) | Antonio Sanabria 69' |       |         | Estadio Defensores del Chaco, Asuncion Toeschouwers: 30.681 Scheidsrechter: Gustavo Tejera (URU) |

|                                                                             |                                |       |      |                                                                                              |
| 16 november WK 2026 kwalificatie № 505 «onderlinge duels» 16:00 uur (UTC−4) | Bolivia                        | 2 – 0 | Peru | Estadio Hernando Siles, La Paz Toeschouwers: 28.000 Scheidsrechter: Guillermo Guerrero (ECU) |
| 16 november WK 2026 kwalificatie № 505 «onderlinge duels» 16:00 uur (UTC−4) | Henry Vaca 20' Ramiro Vaca 87' |       |      | Estadio Hernando Siles, La Paz Toeschouwers: 28.000 Scheidsrechter: Guillermo Guerrero (ECU) |

|                                                                             |                                                               |       |         |                                                                                        |
| 21 november WK 2026 kwalificatie № 506 «onderlinge duels» 20:30 uur (UTC−3) | Uruguay                                                       | 3 – 0 | Bolivia | Estadio Centenario, Montevideo Toeschouwers: 46.100 Scheidsrechter: Kevin Ortega (PER) |
| 21 november WK 2026 kwalificatie № 506 «onderlinge duels» 20:30 uur (UTC−3) | Darwin Núñez 15' Gabriel Villamíl 39' (e.d.) Darwin Núñez 71' |       |         | Estadio Centenario, Montevideo Toeschouwers: 46.100 Scheidsrechter: Kevin Ortega (PER) |

### 2024
|                                                                       |                                                       |       |                                        |                                                                                            |
| 22 maart Vriendschappelijk № 507 «onderlinge duels» 22:00 uur (UTC+1) | Algerije                                              | 3 – 2 | Bolivia                                | Stadion van 5 juli 1962, Algiers Toeschouwers: 17.000 Scheidsrechter: Abdelaziz Bouh (MTN) |
| 22 maart Vriendschappelijk № 507 «onderlinge duels» 22:00 uur (UTC+1) | Amine Gouiri 43' Yassine Benzia 79' Aïssa Mandi 90+3' |       | 47' Carmelo Algarañaz 70' José Sagredo | Stadion van 5 juli 1962, Algiers Toeschouwers: 17.000 Scheidsrechter: Abdelaziz Bouh (MTN) |

|                                                                       |                 |       |         |                                                                                        |
| 25 maart Vriendschappelijk № 508 «onderlinge duels» 22:00 uur (UTC+1) | Bolivia         | 1 – 0 | Andorra | 19 mei 1956-stadion, Annaba Toeschouwers: 2.500 Scheidsrechter: Houssam Benyahia (ALG) |
| 25 maart Vriendschappelijk № 508 «onderlinge duels» 22:00 uur (UTC+1) | Ramiro Vaca 13' |       |         | 19 mei 1956-stadion, Annaba Toeschouwers: 2.500 Scheidsrechter: Houssam Benyahia (ALG) |

|                                                                     |                    |       |         |                                                                                |
| 31 mei Vriendschappelijk № 509 «onderlinge duels» 20:30 uur (UTC−5) | Mexico             | 1 – 0 | Bolivia | Soldier Field, Chicago Toeschouwers: 52.273 Scheidsrechter: Yusuke Araki (JPN) |
| 31 mei Vriendschappelijk № 509 «onderlinge duels» 20:30 uur (UTC−5) | Efraín Álvarez 47' |       |         | Soldier Field, Chicago Toeschouwers: 52.273 Scheidsrechter: Yusuke Araki (JPN) |

|                                                                      |                                                             |       |                     |                                                                              |
| 12 juni Vriendschappelijk № 510 «onderlinge duels» 20:30 uur (UTC−4) | Ecuador                                                     | 3 – 1 | Bolivia             | Subaru Park, Chester Toeschouwers: 5.000 Scheidsrechter: Lukasz Szpala (USA) |
| 12 juni Vriendschappelijk № 510 «onderlinge duels» 20:30 uur (UTC−4) | Enner Valencia 18' John Yeboah 25' Jordy Caicedo 70' (pen.) |       | 88' Miguel Terceros | Subaru Park, Chester Toeschouwers: 5.000 Scheidsrechter: Lukasz Szpala (USA) |

|                                                                      |                                              |       |         |                                                                                                   |
| 15 juni Vriendschappelijk № 511 «onderlinge duels» 17:00 uur (UTC−4) | Colombia                                     | 3 – 0 | Bolivia | Pratt & Whitney Stadium, East Hartford Toeschouwers: 40.000 Scheidsrechter: Daniel Quintero (MEX) |
| 15 juni Vriendschappelijk № 511 «onderlinge duels» 17:00 uur (UTC−4) | Jhon Arias 5' Jhon Córdoba 25' Luis Díaz 41' |       |         | Pratt & Whitney Stadium, East Hartford Toeschouwers: 40.000 Scheidsrechter: Daniel Quintero (MEX) |

| Copa América 2024 |
| ----------------- |

|                                                                         |                                          |       |         |                                                                                     |
| 23 juni Copa América Groep C № 512 «onderlinge duels» 17:00 uur (UTC−5) | Verenigde Staten                         | 2 – 0 | Bolivia | AT&T Stadium, Arlington Toeschouwers: 47.873 Scheidsrechter: Maurizio Mariani (ITA) |
| 23 juni Copa América Groep C № 512 «onderlinge duels» 17:00 uur (UTC−5) | Christian Pulisic 3' Folarin Balogun 44' |       |         | AT&T Stadium, Arlington Toeschouwers: 47.873 Scheidsrechter: Maurizio Mariani (ITA) |

|                                                                         | |       |         |                                                                                                  |
| 27 juni Copa América Groep C № 513 «onderlinge duels» 21:00 uur (UTC−4) | Uruguay                                                                                                  | 5 – 0 | Bolivia | MetLife Stadium, East Rutherford Toeschouwers: 48.033 Scheidsrechter: Juan Gabriel Benítez (PAR) |
| 27 juni Copa América Groep C № 513 «onderlinge duels» 21:00 uur (UTC−4) | Facundo Pellistri 8' Darwin Núñez 21' Maximiliano Araújo 77' Federico Valverde 81' Rodrigo Bentancur 89' |       |         | MetLife Stadium, East Rutherford Toeschouwers: 48.033 Scheidsrechter: Juan Gabriel Benítez (PAR) |

|                                                                        |                   |       |                                                         |                                                                                  |
| 1 juli Copa América Groep C № 514 «onderlinge duels» 21:00 uur (UTC−4) | Bolivia           | 1 – 3 | Panama                                                  | Inter&Co Stadium, Orlando Toeschouwers: 16.129 Scheidsrechter: Edina Alves (BRA) |
| 1 juli Copa América Groep C № 514 «onderlinge duels» 21:00 uur (UTC−4) | Bruno Miranda 69' |       | 22' José Fajardo 79' Eduardo Guerrero 90+1' César Yanis | Inter&Co Stadium, Orlando Toeschouwers: 16.129 Scheidsrechter: Edina Alves (BRA) |

|  |  |  |  |  |  |  |  |  |

|                                                                             |                                                                                      |       |           |                                                                                                |
| 5 september WK 2026 kwalificatie № 515 «onderlinge duels» 16:00 uur (UTC−4) | Bolivia                                                                              | 4 – 0 | Venezuela | Estadio Municipal de El Alto, El Alto Toeschouwers: 15.000 Scheidsrechter: Wilmar Roldán (COL) |
| 5 september WK 2026 kwalificatie № 515 «onderlinge duels» 16:00 uur (UTC−4) | Ramiro Vaca 13' Carmelo Algarañaz 45+5' (pen.) Miguel Terceros 46' Enzo Monteiro 89' |       |           | Estadio Municipal de El Alto, El Alto Toeschouwers: 15.000 Scheidsrechter: Wilmar Roldán (COL) |

|                                                                              |                    |       |                                             |                                                                                            |
| 10 september WK 2026 kwalificatie № 516 «onderlinge duels» 18:00 uur (UTC−3) | Chili              | 1 – 2 | Bolivia                                     | Estadio Nacional, Santiago Toeschouwers: 40.000 Scheidsrechter: Juan Gabriel Benítez (PAR) |
| 10 september WK 2026 kwalificatie № 516 «onderlinge duels» 18:00 uur (UTC−3) | Eduardo Vargas 39' |       | 13' Carmelo Algarañaz 45+1' Miguel Terceros | Estadio Nacional, Santiago Toeschouwers: 40.000 Scheidsrechter: Juan Gabriel Benítez (PAR) |

|                                                                            |                     |       |          | |
| 10 oktober WK 2026 kwalificatie № 517 «onderlinge duels» 16:00 uur (UTC−4) | Bolivia             | 1 – 0 | Colombia | Estadio Municipal de El Alto, El Alto Toeschouwers: 17.191 Scheidsrechter: Wilton Pereira Sampaio (BRA) |
| 10 oktober WK 2026 kwalificatie № 517 «onderlinge duels» 16:00 uur (UTC−4) | Miguel Terceros 58' |       |          | Estadio Municipal de El Alto, El Alto Toeschouwers: 17.191 Scheidsrechter: Wilton Pereira Sampaio (BRA) |

|                                                                            | |       |         |                                                                                     |
| 15 oktober WK 2026 kwalificatie № 518 «onderlinge duels» 21:00 uur (UTC−3) | Argentinië | 6 – 0 | Bolivia | El Monumental, Buenos Aires Toeschouwers: 60.000 Scheidsrechter: Kevin Ortega (PER) |
| 15 oktober WK 2026 kwalificatie № 518 «onderlinge duels» 21:00 uur (UTC−3) | Lionel Messi 19' Lautaro Martínez 43' Julián Álvarez 45+3' Thiago Almada 69' Lionel Messi 84' Lionel Messi 86' |       |         | El Monumental, Buenos Aires Toeschouwers: 60.000 Scheidsrechter: Kevin Ortega (PER) |

|                                                                             |                                                                              |       |         | |
| 14 november WK 2026 kwalificatie № 519 «onderlinge duels» 19:00 uur (UTC−5) | Ecuador                                                                      | 4 – 0 | Bolivia | Estadio Monumental Isidro Romero Carbo, Guayaquil Toeschouwers: 30.758 Scheidsrechter: Maximiliano Ramírez (ARG) |
| 14 november WK 2026 kwalificatie № 519 «onderlinge duels» 19:00 uur (UTC−5) | Enner Valencia 26' (pen.) Gonzalo Plata 28' Gonzalo Plata 49' Alan Minda 61' |       |         | Estadio Monumental Isidro Romero Carbo, Guayaquil Toeschouwers: 30.758 Scheidsrechter: Maximiliano Ramírez (ARG) |

|                                                                             |                                           |       |                                       |                                                                                                 |
| 19 november WK 2026 kwalificatie № 520 «onderlinge duels» 16:00 uur (UTC−4) | Bolivia                                   | 2 – 2 | Paraguay                              | Estadio Municipal de El Alto, El Alto Toeschouwers: 18.655 Scheidsrechter: Andrés Matonte (URU) |
| 19 november WK 2026 kwalificatie № 520 «onderlinge duels» 16:00 uur (UTC−4) | Ervin Vaca 15' Miguel Terceros 80' (pen.) |       | 71' Miguel Almirón 90+1' Julio Enciso | Estadio Municipal de El Alto, El Alto Toeschouwers: 18.655 Scheidsrechter: Andrés Matonte (URU) |

### 2025
|                                                                          |                                                    |       |                            |                                                          |
| 20 maart WK 2026 kwalificatie № 521 «onderlinge duels» 20:30 uur (UTC−5) | Peru                                               | 3 – 1 | Bolivia                    | Estadio Nacional, Lima Scheidsrechter: Yael Falcón (ARG) |
| 20 maart WK 2026 kwalificatie № 521 «onderlinge duels» 20:30 uur (UTC−5) | Andy Polo 37' Paolo Guerrero 45' Edison Flores 82' |       | 58' (pen.) Miguel Terceros | Estadio Nacional, Lima Scheidsrechter: Yael Falcón (ARG) |

|                                                                          |         |       |         |                                                                                                 |
| 25 maart WK 2026 kwalificatie № 522 «onderlinge duels» 16:00 uur (UTC−4) | Bolivia | 0 – 0 | Uruguay | Estadio Municipal de El Alto, El Alto Toeschouwers: 10.723 Scheidsrechter: Augusto Aragón (ECU) |
| 25 maart WK 2026 kwalificatie № 522 «onderlinge duels» 16:00 uur (UTC−4) |         |       |         | Estadio Municipal de El Alto, El Alto Toeschouwers: 10.723 Scheidsrechter: Augusto Aragón (ECU) |

|                                                           |           |   |         |                               |
| juni WK 2026 kwalificatie № 523 «onderlinge duels» n.n.b. | Venezuela | – | Bolivia | n.n.b. Scheidsrechter: n.n.b. |
| juni WK 2026 kwalificatie № 523 «onderlinge duels» n.n.b. |           |   |         | n.n.b. Scheidsrechter: n.n.b. |

|                                                           |         |   |       |                               |
| juni WK 2026 kwalificatie № 524 «onderlinge duels» n.n.b. | Bolivia | – | Chili | n.n.b. Scheidsrechter: n.n.b. |
| juni WK 2026 kwalificatie № 524 «onderlinge duels» n.n.b. |         |   |       | n.n.b. Scheidsrechter: n.n.b. |

|                                                                |          |   |         |                               |
| september WK 2026 kwalificatie № 525 «onderlinge duels» n.n.b. | Colombia | – | Bolivia | n.n.b. Scheidsrechter: n.n.b. |
| september WK 2026 kwalificatie № 525 «onderlinge duels» n.n.b. |          |   |         | n.n.b. Scheidsrechter: n.n.b. |

|                                                                |         |   |          |                               |
| september WK 2026 kwalificatie № 526 «onderlinge duels» n.n.b. | Bolivia | – | Brazilië | n.n.b. Scheidsrechter: n.n.b. |
| september WK 2026 kwalificatie № 526 «onderlinge duels» n.n.b. |         |   |          | n.n.b. Scheidsrechter: n.n.b. |

FBF · A-internationals · Selecties · Bondscoaches · Statistieken · Boliviaans vrouwenelftal · Olympisch elftal · Bolivia U21 · Bolivia U20 · Bolivia U19 · Bolivia U18 · Bolivia U17
1926–1949 · 
1950–1959 · 
1960–1969 · 
1970–1979 · 
1980–1989 · 
1990–1999 · 
2000–2009 · 
2010–2019 ·
2020−2029
CC 1999
WK 1930 · 
WK 1950 · 
WK 1994
1926 · 
1927 · 
1927 · 1928 · 1929 · 
1930 · 
1931 · 1932 · 1933 · 1934 · 1935 · 1936 · 1937 · 
1938 · 
1939 · 1940 · 1941 · 1942 · 1943 · 1944 · 
1945 · 
1946 · 
1947 · 
1948 · 
1949 · 
1950 · 
1951 · 1952 · 
1953 · 
1954 · 1955 · 1956 · 
1957 · 
1958 · 
1959 · 
1960 · 
1961 · 
1962 · 
1963 · 
1964 · 
1965 · 
1966 · 
1967 · 
1968 · 
1969 · 
1970 · 
1971 · 
1972 · 
1973 · 
1974 · 
1975 · 
1976 · 
1977 · 
1978 · 
1979 · 
1980 · 
1981 · 
1982 · 
1983 · 
1984 · 
1985 · 
1986 · 
1987 · 
1988 · 
1989 · 
1990 · 
1991 · 
1992 · 
1993 · 
1994 · 
1995 · 
1996 · 
1997 · 
1998 · 
1999 · 
2000 · 
2001 · 
2002 · 
2003 · 
2004 · 
2005 · 
2006 · 
2007 · 
2008 · 
2009 · 
2010 ·
2011 · 
2012 · 
2013 · 
2014 · 
2015 · 
2016 ·
2017 ·
2018 ·
2019 ·
2020 ·
2021 ·
2022 ·
2023 ·
2024
Algerije ·
Andorra ·
Argentinië ·
Brazilië ·
Bulgarije · 
Chili ·
Colombia ·
Costa Rica ·
Cuba ·
Curaçao ·
DDR ·
Duitsland ·
Ecuador ·
Egypte ·
El Salvador ·
Finland ·
Frankrijk ·
Griekenland ·
Guatemala ·
Guyana ·
Haïti ·
Honduras ·
Hongarije ·
Ierland ·
IJsland ·
Irak ·
Iran ·
Jamaica ·
Japan ·
Joegoslavië ·
Kameroen ·
Letland ·
Mexico ·
Myanmar ·
Nicaragua ·
Noord-Korea ·
Oezbekistan ·
Panama ·
Paraguay ·
Peru ·
Polen ·
Portugal ·
Roemenië ·
Rusland ·
Saoedi-Arabië ·
Senegal ·
Servië ·
Slowakije ·
Spanje ·
Trinidad en Tobago ·
Tsjecho-Slowakije ·
Uruguay ·
Venezuela ·
Verenigde Arabische Emiraten ·
Verenigde Staten ·
Zuid-Afrika ·
Zuid-Korea ·
Zwitserland
CONMEBOL: Argentinië · Bolivia · Brazilië · Chili · Colombia · Ecuador · Paraguay · Peru · Uruguay · Venezuela

UEFA: Albanië · Andorra · Armenië · Azerbeidzjan · België · Bosnië en Herzegovina · Bulgarije · Cyprus · Denemarken · Duitsland · Engeland · Estland · Faeröer · Finland · Frankrijk · Georgië · Gibraltar · Griekenland · Hongarije · IJsland · Ierland · Israël · Italië · Kazachstan · Kosovo · Kroatië · Letland · Liechtenstein · Litouwen · Luxemburg · Malta · Moldavië · Montenegro · Nederland · Noord-Ierland · Noord-Macedonië · Noorwegen · Oekraïne · Oostenrijk · Polen · Portugal · Roemenië · Rusland · San Marino · Schotland · Servië · Slovenië · Slowakije · Spanje · Tsjechië · Turkije · Wales · Wit-Rusland · Zweden · Zwitserland

AFC: Australië · China · Irak · Iran · Japan · Libanon · Oezbekistan · Oman · Qatar · Saoedi-Arabië · Syrië · Verenigde Arabische Emiraten · Vietnam · Zuid-Korea

CAF: Algerije · Burkina Faso · Congo-Kinshasa · Egypte · Ghana · Ivoorkust · Kaapverdië · Kameroen · Mali · Marokko · Nigeria · Senegal · Tunesië · Zuid-Afrika

CONCACAF: Canada · Costa Rica · Curaçao · El Salvador · Honduras · Jamaica · Mexico · Panama · Suriname · Verenigde Staten

OFC: Nieuw-Zeeland